# Le Grand Nu
Le Grand Nu est une peinture réalisée par Georges Braque entre 1907 et 1908. 

Lorsqu'il visite l'atelier de Pablo Picasso, Georges Braque admire deux toiles : Les Demoiselles d'Avignon ainsi que Trois femmes qui n'est pas encore achevé. Mais ce n'est pas de ces toiles qu'il va tirer son inspiration. 

« Ce n'est rien enlever de leur force subversive aux Demoiselles d'Avignon ou au Grand nu à la draperie, ce n'est en rien sous-estimer la rupture qu'ils marquent dans l'histoire de la peinture que d'écrire qu'ils n'ont pas radicalement reconverti la recherche de Georges Braque. »

Lorsqu'il réfléchit, après les avoir vus, ces tableaux confirment les orientations de la recherche que le peintre a déjà mené avec Viaduc à l'Estaque ou Le Grand Nu, deux œuvres qui tiennent lieu de jalon sur le chemin de Braque vers la concentration des éléments figuratifs, et la liaison des plans échelonnés.
Les formes du corps et l'espace sont modelés arbitrairement, on a une multiplication des facettes de la figure en un seul plan ainsi qu'une perspective peu présente. Il reprend la touche de Paul Cézanne dans la géométrisation et la distorsion des formes. Le corps semble avoir été décomposé puis recomposé de manière que le spectateur puisse le voir de différents points de vue. Il fait aussi référence à Henri Matisse ou dans l'utilisation de camaïeux d'ocres et de gris-bleu.
Cette œuvre a contribué à l'élaboration du cubisme.
Ce tableau fut la propriété d'Aragon puis de la collectionneuse Marie Cuttoli, avant de rejoindre la collection d'Alex Maguy. En 2002, l'œuvre entra dans le patrimoine public par dation en paiement des droits de succession. Elle est aujourd'hui conservée au musée national d'Art moderne.

## Expositions
- Le Cubisme, Centre national d'art et de culture Georges-Pompidou, Paris, 2018-2019.